# Escut de Malgrat de Mar
L'escut oficial de Malgrat de Mar, aprovat l'11 de febrer de 2025, té el següent blasonament:
Escut caironat truncat i semipartit: al primer, d'argent, quatre faixes ondades d'atzur; ressaltant sobre el tot, una torre de gules tancada d'argent; al segon, faixat de gules i d'argent, de sis peces, les d'argent sembrades de creuetes d'atzur; i al tercer, d'or, una cabra arrestada de sable; la bordura de vuit peces, també de sable. Per timbre, una corona mural de vila.
L'escut incorpora, com a element distintiu, la torre del Castell, amb el mar de fons. A més a més, s'hi representen les armes dels Palafolls, fundadors de Vilanova de Palafolls, nom amb què es va conèixer originàriament Malgrat de Mar, i les dels vescomtes de Cabrera, que van contribuir significativament al desenvolupament econòmic de la vila.

## Escut anterior
Fins a l'aprovació de l'actual escut oficial, l'Ajuntament de Malgrat de Mar va utilitzar un escut amb el blasonament següent:
Escut partit: Al primer, de gules, tres faixes d'atzur carregades de creus plenes d'argent; al segon, d'or, quatre pals de gules. Per timbre, una corona comtal.

Escut utilitzat per l'Ajuntament entre el 1981 i el 2025

Va ser dissenyat per Josep Sampere i Ministral. L'escut representava les armes del senyors de Palafolls i els comtes de Barcelona. L'hivern de 1975 es va fer servir per primera vegada per decorar el programa de Festa Major. Al ple del 29 d'abril de 1981 es va acordar l'aprovació de l'escut.
Quan es va enviar a la Generalitat de Catalunya per tramitar-ne l'oficialització, el conseller heràldic, Armand de Fluvià, discrepava que a l'escut de la vila hi figurés el senyal reial perquè la relació de Malgrat amb la casa comtal no fou prou forta per ser-hi inclòs. L'altre gran tema de controvèrsia era la corona comtal que timbrava l’escut, ja que la vila no havia estat mai centre d’un comtat.
Fins al juliol del 2024, el Ple de l'Ajuntament no va acordar d'aprovar la nova proposta d'escut heràldic que finalment es va oficialitzar.